# Karmele Jaio

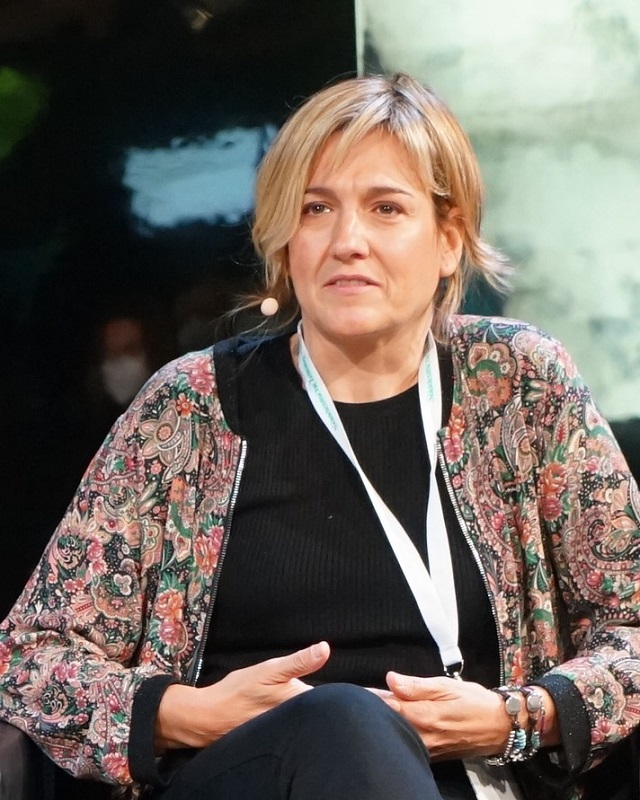
Karmele Jaio (2021)

Karmele Jaio Eiguren (* 19. März 1970 in Vitoria-Gasteiz, Spanien) ist eine baskische Schriftstellerin und Journalistin.

## Leben und Werk
Jaio Bacon wurde 1970 in Gasteiz geboren. Sie absolvierte ein Studium der Informationswissenschaften an der Universität des Baskenlandes. Danach war sie unter anderem als Leiterin der Kommunikation der Stiftung Euskalgintza Elkarlanean und am Emakunde (Baskisches Institut für Frauen) tätig. Daneben ist sie Kolumnistin verschiedener Publikationen.
Jaio schreibt in baskischer Sprache (Euskara) und hat Kurzgeschichten, Romane und Gedichte veröffentlicht. Ihre Werke wurden ins Katalanische, Deutsche, Russische und Englische sowie ins Spanische übersetzt. Ramón Barea (* 1949) adaptierte 2011 das Theaterstück Ecografías mit Irene Bau nach einer Kurzgeschichte Jaios. Mireia Gabilondo (* 1965) realisierte 2013 den Roman Amaren eskuak (spanisch Las manos de mi madre) als Spielfilm.
Karmele Jaio ist seit Juli 2015 korrespondierendes Mitglied (Euskaltzain Urgazleak) der Euskaltzaindia (Königliche Akademie der Baskischen Sprache).

## Auszeichnungen (Auswahl)
- Beterriko Liburua Ohorezko für Amaren eskuak 2006
- Premio 111 Akademia für Amaren eskuak 2006 und Aitaren etxea 2019
- II. Premio Ezequiel Etxebarria für Amaren eskuak 2010
- VII. Premio Igartza Saria für Amaren eskuak 2012
- Baskischer Literaturpreis 2020 für Aitaren etxea.

## Werke (Auswahl)
Romane:
- Amaren eskuak. Elkar, 2006.
  - Las manos de mi madre. Ttarttalo, 2008.
  - Mutters Hände. Pahl-Rugenstein, Bonn 2009. ISBN 978-3-89144-423-8.
- Musika airean. Elkar, 2010.
  - Música en el aire. Ttarttalo, 2013
- Aitaren etxea. Elkar, 2019.
  - La casa del padre. Destino, 2020.